# Cylindre d'application
Pour l’article homonyme, voir Cylindre (homonymie).
En mathématiques, le cylindre (mapping cylinder) d'une application continue entre deux espaces topologiques est un espace homotopiquement équivalent à l'espace but et dans lequel l'espace source s'inclut par une cofibration.
Si l'espace source est aussi l'espace but, le tore de l'application (mapping torus) est le quotient du cylindre par la relation entre ses extrémités.
Le double cylindre d'applications de deux applications continues f0 : X → Y0 et f1 : X → Y1 est le quotient de la réunion disjointe X×[0, 1]⊔Y0⊔Y1 par la relation d'équivalence : (x, i) ∼ fi(x). Le cylindre d'une application f : X → Y en est un cas particulier : c'est le double cylindre de l'application identité de X et de l'application f.